# Paul Carpenter (actor)
Paul Carpenter (8 de diciembre de 1921 – 12 de junio de 1964) fue un actor y cantante canadiense.

## Biografía
Su verdadero nombre era Patrick Paul Lane Charpentier, y nació en Montreal, Canadá. Carpenter empezó a estudiar en una escuela médica de Montreal, pero a los 17 pasó a trabajar en la CBC/Radio-Canada como corresponsal de guerra. Además de ello, fue también jugador profesional de hockey en su país.
En la década de 1940 se mudó al Reino Unido, donde cantó en el grupo Ted Heath and His Music. Allí actuó en el serial radiofónico de la BBC Riders of the Range (1949–1953) con el papel del cowboy Jeff Arnold, siendo acompañado por el actor Percy Edwards.
Como actor cinematográfico trabajó en más de tres docenas de cintas británicas de los años de la posguerra, la mayoría de serie B, como Diplomatic Passport (1954) y One Jump Ahead (1955). Su última actuación para la gran pantalla llegó con la película de 1964 de James Bond Goldfinger, en la que encarnó a un general americano escoltando al protagonista.
Entre 1955 y 1956 actuó en la serie televisiva Sailor of Fortune, protagonizada por Lorne Greene.
En junio de 1964, durante los ensayos de la obra The First Fish, de Frank Tarloff, que se llevaban a cabo en el Vaudeville Theatre de Londres con Moira Lister, Louie Ramsay y Ray Barrett, Carpenter pidió que le dejaran ir a un camerino porque no se encontraba bien. El director, Charles Ross, y los otros actores no supieron que seguía en el teatro hasta que tres horas después fue encontrado muerto. El actor acababa de recuperarse de las heridas sufridas en un accidente de tráfico. Había estado casado con las actrices Pauline Black y Kim Parker.

## Filmografía (selección)
- 1946 : This Man Is Mine
- 1946 : School for Secrets
- 1948 : Uneasy Terms
- 1949 : El tercer hombre
- 1949 : Landfall
- 1953 : Albert R.N.
- 1954 : Face the Music
- 1954 : The Weak and the Wicked
- 1954 : Night People
- 1954 : The House Across the Lake
- 1954 : The Diamond
- 1954 : Johnny on the Spot
- 1954 : Five Days
- 1954 : Duel in the Jungle
- 1954 : A Stranger Came Home
- 1954 : Diplomatic Passport
- 1954 : The Young Lovers
- 1954 : The Sea Shall Not Have Them
- 1954 : Mask of Dust
- 1954 : The Red Dress
- 1954 : The Last Moment
- 1955 : Shadow of a Man
- 1955 : One Jump Ahead
- 1955 : The Hornet's Nest
- 1955 : Doctor at Sea
- 1955 : Stock Car
- 1956 : The Narrowing Circle
- 1956 : Women Without Men
- 1956 : La falda de hierro
- 1956 : Reach for the Sky
- 1956 : Fire Maidens from Outer Space
- 1956 : Behind the Headlines
- 1956 : La batalla del Río de la Plata
- 1956 : Action Stations
- 1957 : No Road Back
- 1957 : Murder Reported
- 1957 : The Hypnotist
- 1957 : Les Espions
- 1958 : Murder Reported
- 1958 : Undercover Girl
- 1958 : Intent to Kill
- 1959 : Jet Storm
- 1959 : Date at Midnight
- 1960 : Wernher von Braun
- 1960 : Surprise Package
- 1962 : Jacktown
- 1963 : Panic
- 1963 : Call Me Bwana
- 1963 : Dr. Crippen
- 1963 : Maigret Sees Red
- 1964 : The Beauty Jungle
- 1964 : First Men in the Moon
- 1964 : Goldfinger